# Beutolomäus (Adventskalender)
Beutolomäus (Adventskalender)  ist eine aus 24 Folgen bestehende deutsche Weihnachts-Fernsehserie von Thomas Unger aus dem Jahr 2000. Die Länge der einzelnen Folgen beträgt etwa 10 Minuten.

## Handlung
Beutolomäus, der sprechende Geschenkesack des Weihnachtsmanns hilft in der Adventszeit das Warten auf den Heiligen Abend zu „verkürzen“. Er öffnet die Türen des KIKA-Adventskalenders, die mit allerlei Überraschungen gefüllt sind. Unterstützt wird er dabei von beliebten ARD- und ZDF-Figuren wie Rabe Rudi und Tabaluga sowie den prominenten Politikern Johannes Rau und Gerhard Schröder. Dabei erlebt auch Beutolomäus kleine Abenteuer.

## Episodenliste
1. Beuto Bond
2. Wunschzettel mal anders
3. Die Verstopfung
4. Der Diebstahl
5. Zimmer frei!
6. Konkurrenz für den Weihnachtsmann
7. Faul wie ein Sack (1): Camping
8. Faul wie ein Sack (2): Hotel
9. Faul wie ein Sack (3): Museum
10. Weihnachtsmäuse
11. Der Nachfolger
12. Wer schön sein will
13. Das Weihnachtskribbeln
14. Der Beuto Bob
15. Fit für Weihnachten
16. Der Skilehrer
17. Die Verrutschung
18. Der Beutesack
19. Die Omis kommen
20. Gespensterweihnacht
21. Der Weihnachtsbaumverkauf (1)
22. Der Weihnachtsbaumverkauf (2)
23. Die Frisur
24. Weihnachten kaufen

## Erstausstrahlung
Die erste Folge von Beutolomäus (Adventskalender) wurde am 1. Dezember 2000 erstmals im KiKA ausgestrahlt und erfolgte täglich bis zum Heiligen Abend als medialer Adventskalender.